# PATrain
PATrain, auch Mon Valley Commuter Rail, war ein Schienenpersonennahverkehrsangebot zwischen Pittsburgh und den südöstlich davon im Monongahela-Tal gelegenen Vororten im US-Bundesstaat Pennsylvania. Es bestand unter der Regie der kommunalen Port Authority Transit (PAT) und Betriebsführung durch die Baltimore and Ohio Railroad (B&O) von 1975 bis 1989.

## Geschichte

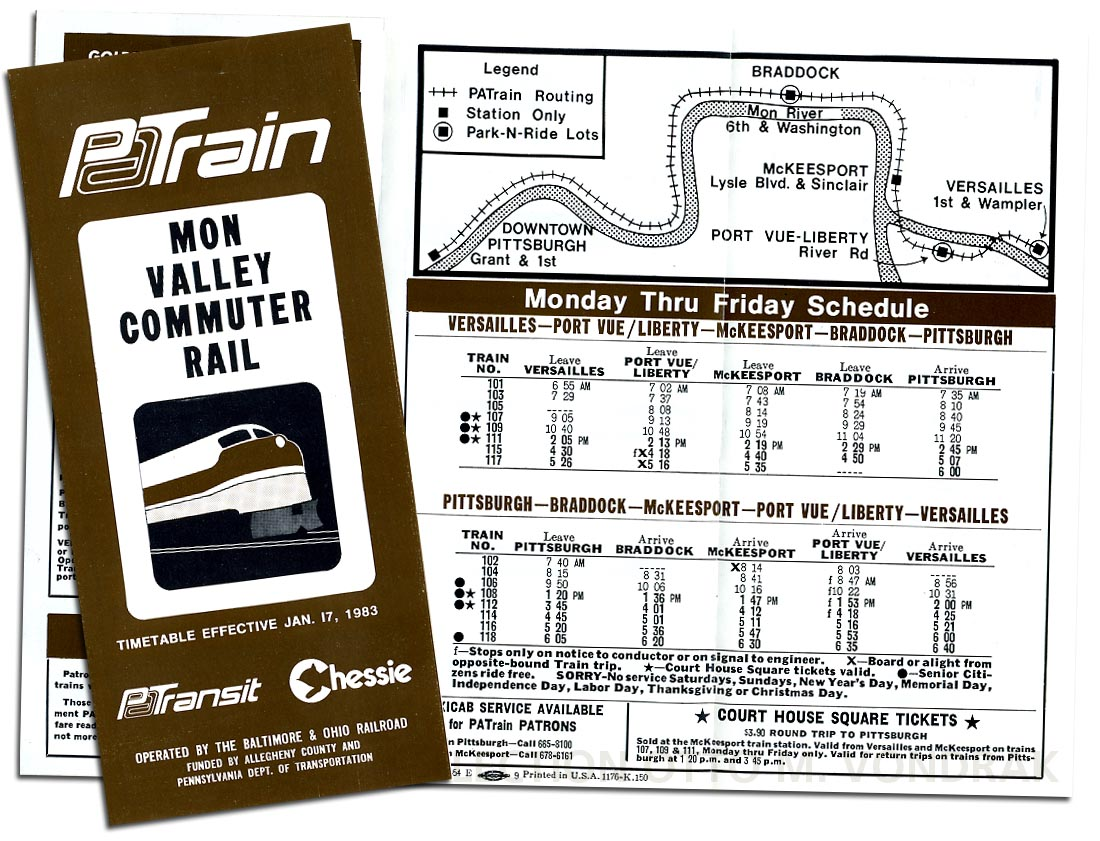
PATrain-Streckenkarte und -Fahrplan, 1983

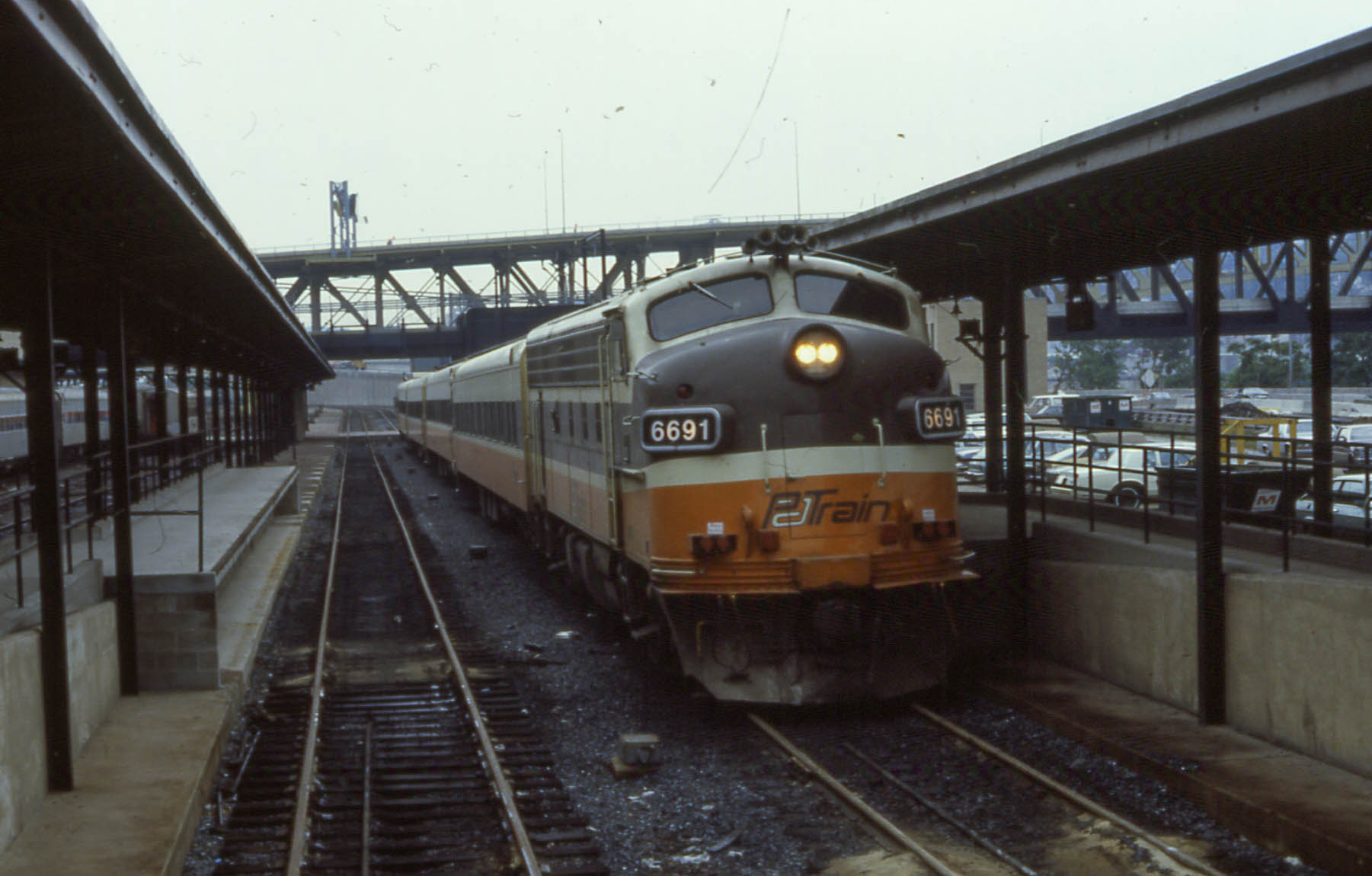
PATrain-Zug in Pittsburgh, 1985

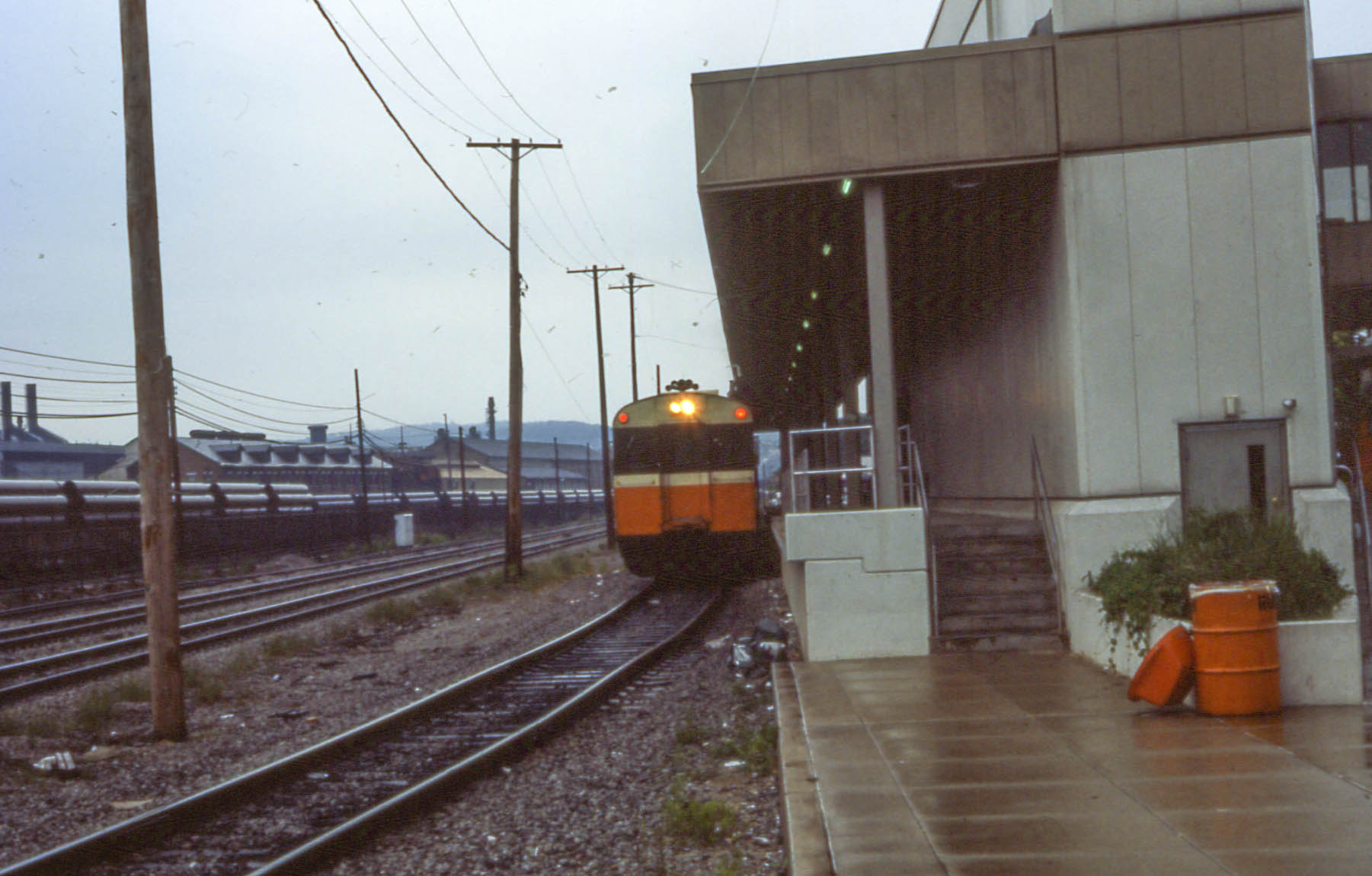
PATrain-Zug (Sicht auf den Steuerwagen) in McKeesport, 1985

Ab den 1930er-Jahren verlagerte sich ein signifikanter Teil des Personenverkehrs im Großraum Pittsburgh von öffentlichen Verkehrsmitteln zum motorisierten Individualverkehr. Die verschiedenen Bahnbetreiber der Region schränkten ihre Leistungen in Folge ein. Die Pittsburgh and West Virginia Railway hatte ihren Personenverkehr bereits in den 1950er-Jahren eingestellt. 1964 erhielt die Pennsylvania Railroad (PRR) die Erlaubnis der Aufsichtsbehörden, ihren zuletzt 19 Fahrten pro Tag auf sechs Strecken umfassenden lokalen Schienenpersonenverkehr im Raum Pittsburgh aufzugeben. Es verblieben somit nur mehr die Angebote der Pittsburgh and Lake Erie Railroad (P&LE) zwischen Pittsburgh, Beaver Falls und Youngstown sowie der Baltimore and Ohio Railroad (B&O) zwischen Pittsburgh und dem knapp 30 km entfernten Versailles. Anfang der 1970er-Jahre beförderte die P&LE mit einem Zugpaar nach eigenen Angaben etwa 600 Personen pro Wochentag, die B&O mit drei bis vier Fahrten pro Richtung insgesamt etwa 260.000 Fahrgäste im Jahr. 1960 hatten noch rund 400.000 Personen die B&O-Züge genutzt.
Zu den Hauptverkehrszeiten bildeten sich in den 1960er-Jahren Staus auf zahlreichen Straßen im Raum Pittsburgh. Die 1964 durch das Allegheny County und den Bundesstaat Pennsylvania gegründete Port Authority of Allegheny County (PAAC), die unter dem Namen Port Authority Transit (PAT) den Straßenbahnbetrieb der Pittsburgh Railways und zahlreiche Busbetriebe übernommen hatte, begann daher 1971 mit der B&O über die künftige Gestaltung, Erweiterung und Finanzierung des Schienenpersonennahverkehrs (SPNV) zu verhandeln. Mit politischer Unterstützung des damaligen Bürgermeisters von Pittsburgh, Peter F. Flaherty, einigten sich PAT und B&O Ende 1973 auf eine etwa dreijährige Testphase, in der mit Investitionen von 1,7 Millionen Dollar – darunter 1,3 Millionen Dollar aus Bundesmitteln – sowie einer Beteiligung an den insgesamt 1,9 Millionen Dollar Betriebskosten die Attraktivität des Angebots erhöht werden sollte. Die inzwischen auf etwa 300 Personen pro Tag gesunkene Nutzung sollte damit wieder gesteigert werden, im besten Fall auf bis zu 3000 tägliche Fahrgäste. Eine unter anderem durch den County Commissioner William Hunt vorgeschlagene Verlängerung auf P&LE-Gleisen südwärts bis Elizabeth wurde hingegen verworfen, da die P&LE finanzielle Unterstützung zur Modernisierung der Infrastruktur forderte. Diese wollten weder Bund noch Staat für eine weiterhin primär im Güterverkehr genutzte Strecke leisten.
Obwohl sich die Bereitstellung der Investitionsmittel verzögerte, ging der Schienenpersonenverkehr zwischen der Grant Street Station in Pittsburgh, McKeesport und Versailles am 1. Februar 1975 in die Verantwortung der PAAC über, die dem Angebot den Namen PATrain gab. Die technische Betriebsführung einschließlich der Beistellung des Zugpersonals wurde im Auftrag der PAAC weiterhin durch die B&O erbracht, die zunächst auch die notwendigen Fahrzeuge an die PAAC vermietete. Die PAAC übernahm die Vermarktung, Abrechnung und Finanzierung. Das Fahrplanangebot wurde erweitert und umfasste nun zehn Zugpaare pro Wochentag und fünf an Samstagen, jedoch keine Fahrten an Sonn- und Feiertagen. Die Fahrzeit zwischen Pittsburgh und Versailles betrug je nach Zug zwischen 23 und 40 Minuten, während Busse für dieselbe Verbindung mehr als eine Stunde benötigten.
Bis zum Sommer 1977 stiegen die Fahrgastzahlen wieder auf etwa 1400 Personen pro Wochentag. Im Jahr 1976 standen Betriebskosten von 1,174 Millionen Dollar jedoch nur 0,264 Millionen Dollar an Fahrgeldeinnahmen gegenüber, in den ersten Monaten des Jahres 1977 lag das Verhältnis auf ähnlichem Niveau. Pro Fahrgastmeile lag der Zuschussbedarf damit bei 21 Cent, gegenüber  etwa 8 Cent pro Meile für den PAT-Busverkehr. Unter den Kosten waren etwa 0,13 Millionen Dollar pro Jahr für die Anmietung von Fahrzeugen der B&O. Dennoch wurde der Vertrag zwischen PAT und B&O über das Ende der Testphase am 11. Oktober 1977 hinaus verlängert. Am 28. Mai 1978 wurde schließlich eine neue Vereinbarung mit fünfjähriger Laufzeit geschlossen. Zugleich wurde zu diesem Zeitpunkt eine Erhöhung der Fahrpreise beschlossen und die angekündigten Investitionsmittel freigegeben. Der Fahrplan wurde auf acht Zugpaare an Wochentagen reduziert.
Die PAAC beschaffte 1980 mit dem nun verfügbaren Budget zwei eigene Diesellokomotiven, zehn Personenwagen und Reservefahrzeuge, wodurch auf die Anmietung von B&O-Fahrzeugen verzichtet worden konnte. In McKeesport, der wichtigsten Zwischenstation, wurde im Dezember 1981 ein neuer kombinierter Bahnhof und Busbahnhof eröffnet; in Braddock, Versailles und der neu eingerichteten Zwischenstation in Port Vue wurden Parkplätze angelegt. Die Fahrgastzahlen stiegen bis 1981, auch bedingt durch größere Bauarbeiten am parallelen Interstate-Highway 376, auf etwa 1800 Personen pro Wochentag.
In den folgenden Jahren nahm die Nutzung der Züge jedoch deutlich ab. 1983 nutzten etwa 1400 Fahrgäste pro Wochentag das zu diesem Zeitpunkt acht Zugpaare umfassende Angebot. Betriebskosten von etwa 1,8 Millionen Dollar pro Jahr standen Einnahmen von rund 0,5 Millionen Dollar gegenüber. Die PAAC führte das Angebot, ab 1985 reduziert auf sieben Zugpaare und ohne Samstagsverkehr, fort. Anfang 1989 kündigte die PAAC jedoch aufgrund weiterhin rückläufiger Einnahmen die Einstellung an. Mit den letzten Fahrten am 28. April 1989 endete der PATrain-Betrieb und damit der gesamte verbliebene SPNV auf der Eisenbahn im Großraum Pittsburgh. Im schienengebundenen ÖPNV existiert seitdem lediglich die Stadtbahn Pittsburgh, die aus einem Restnetz der Straßenbahn Pittsburgh hervorging.

## Route

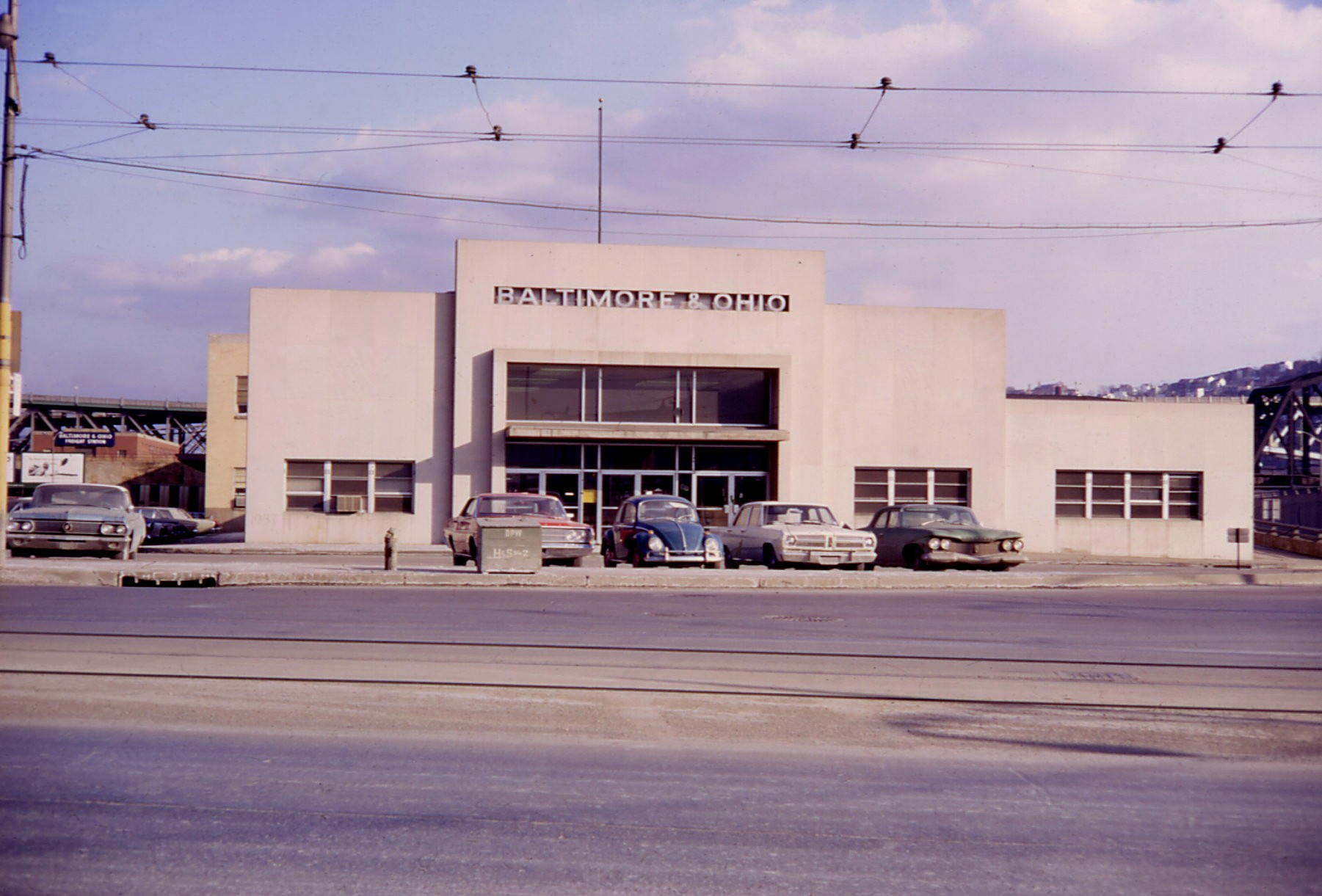
Grant Street Station, 1968

Die PATrain-Züge verkehrten auf einer knapp 30 km langen Verbindung zwischen Pittsburgh und den südöstlich davon im Monongahela-Tal gelegenen Vororten. In Pittsburgh begannen und endeten alle PATrain-Fahrten im Kopfbahnhof Grant Street Station, der ausschließlich hierfür vorgehalten wurde – die etwa zwei täglichen Amtrak-Fernzüge nutzen die weiter nördlich gelegene Union Station, während die Vorortzüge der P&LE an der gegenüber der Grant Street Station auf der Südseite des Monongahela-Flusses gelegenen Pittsburgh & Lake Erie Railroad Station hielten. Von der Grant Street Station fuhren die PATrain-Züge auf Infrastruktur der B&O – ab 1987 CSX Transportation – auf der Nordseite des Monongahela über Braddock nach McKeesport. Südlich davon wechselten die Züge auf Gleise der P&LE, querten den Youghiogheny ein erstes und nach dem Zwischenhalt in Port Vue-Liberty ein zweites Mal, um schließlich Versailles zu erreichen.

## Fahrzeuge
Bis 1981 wurden die PATrain-Züge aus Material der B&O gebildet, die überwiegend Budd-Rail-Diesel-Car-Triebwagen (RDC) bereitstellte. 1980 kaufte die PAAC zwei ursprünglich für die Southern Pacific gebaute EMD F7-Diesellokomotiven von der Wellsville, Addison and Galeton Railroad (WA&G), die ihren Betrieb Ende 1979 eingestellt hatte. Zugleich erwarb die PAAC von der B&O zehn einst von Pullman für die Chesapeake and Ohio Railway gebaute Reisezugwagen. Nach umfassender Modernisierung wurden mit diesen Fahrzeuge ab 1981 die meisten PATrain-Züge gebildet. Als Reserve standen einige der einteiligen B&O-RDC-Triebwagen zur Verfügung. Nach dem Ende des PATrain-Betriebs wurden die beiden F7-Lokomotiven und die Wagen an das Connecticut Department of Transportation verkauft, das sie für Shore-Line-East-Züge nutzte.